# Monomma monstrosum
Monomma monstrosum es una especie de coleóptero de la familia Monommatidae.

## Distribución geográfica
Habita en Madagascar.